# Trichoclea paupera
Trichoclea paupera là một loài bướm đêm trong họ Noctuidae.